# Nellis Air Force Base Complex

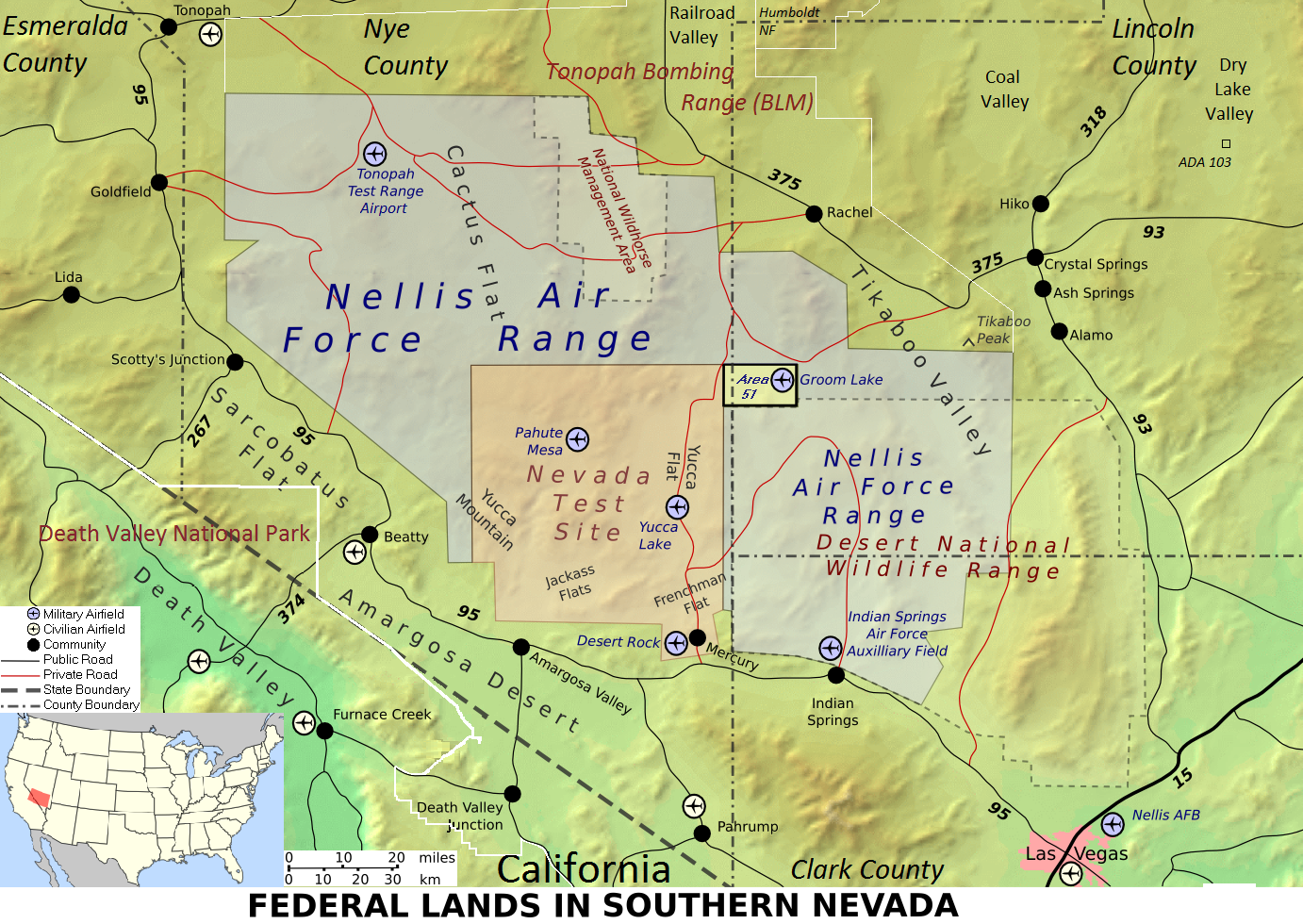
Gebied van het Nellis Air Force Base Complex met zijn onderverdelingen

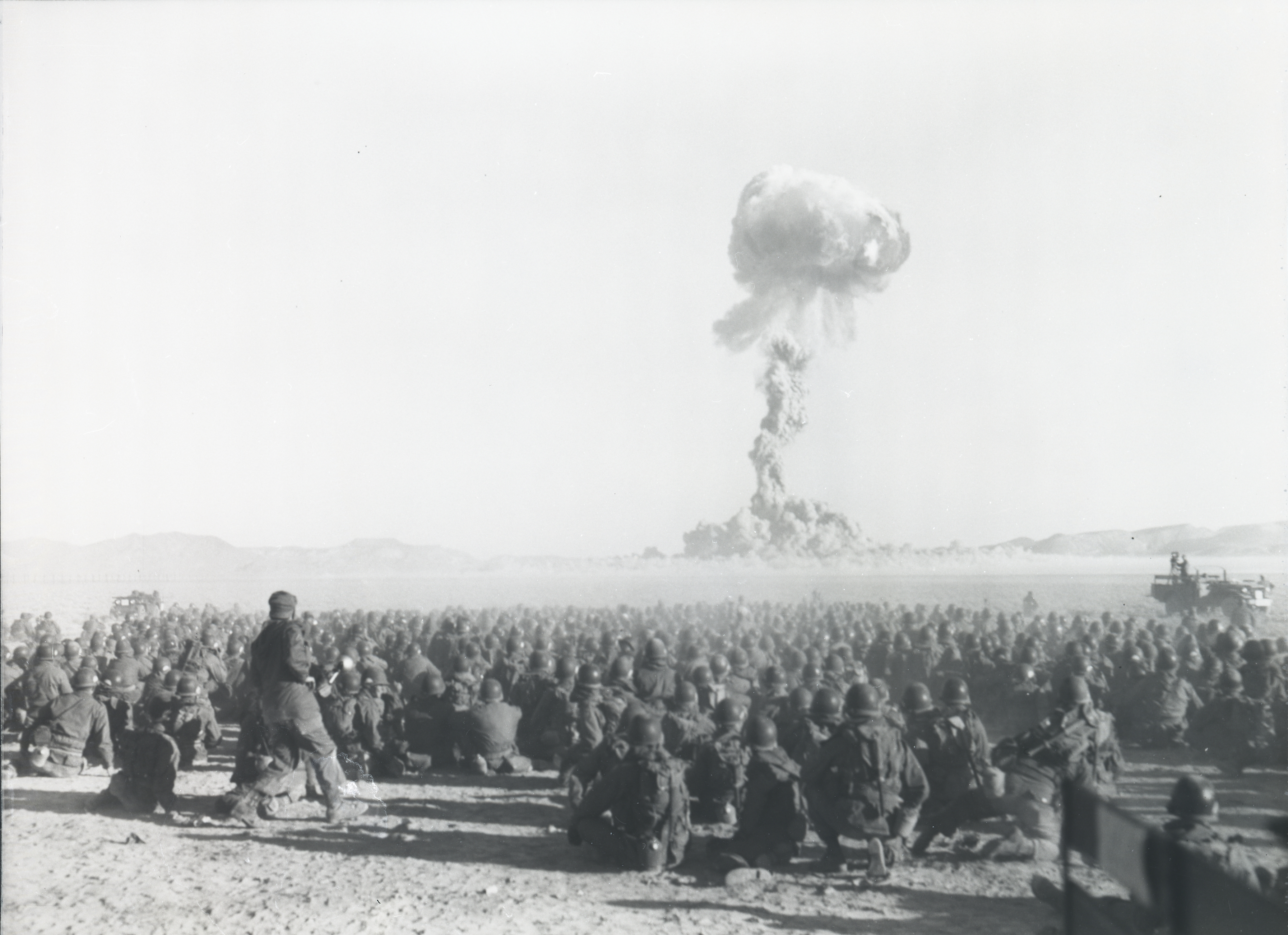
De Operation Buster-Jangle - Dog test uitgevoerd op 1 november 1951

Het Nellis Air Force Base Complex (Nellis AFB-complex, NAFB Complex) is de militaire regio in het zuiden van Nevada, gelegen in de Nevadawoestijn en het Grote Bekken ten noordwesten van Las Vegas samengesteld uit meerdere federale militaire faciliteiten en gronden, momenteel en vroeger gebruikt voor militaire en bijbehorende tests en training, zoals de sites (waaronder de Nevada National Security Site) waar kernexplosies werden uitgevoerd voor de United States Atomic Energy Commission tijdens de Koude Oorlog. Het grootste landoppervlak van het complex is de Nevada Test and Training Range, maar het gebied bestaat verder uit nog tal van andere voorheen gebruikte en nog actieve militaire sites die geblokkeerd blijven als niet toegankelijke federale gronden van het complex. Centraal in het complex ligt het bekende gebied Area 51. De meeste faciliteiten worden gecontroleerd door de United States Air Force en/of het Bureau of Land Management, en veel van de controlerende eenheden zijn gestationeerd op de luchtmachtbases Creech en Nellis (bijv. 98th SRSS voor het zuidelijke bereik van NTTR). De acquisitie van de gronden startte in 1939.
Het gebied wordt onder meer ingezet voor Exercise Red Flag trainingen, twee weken durende oefeningen voor geavanceerde luchtgevechten die sinds 1975 drie tot zes keren per jaar worden gehouden door de Amerikaanse luchtmacht (USAF). Het is bedoeld om realistische luchtgevechtstraining te bieden voor militaire piloten en andere cockpitbemanningsleden uit de Verenigde Staten en geallieerde landen.
Ten noorden van het gebied loopt de Nevada State Route 375, ook gekend als de Extraterrestrial Highway.